# Irina Kalentjeva
Irina Nikolajevna Kalentjeva (Russisch: Ирина Николаевна Калентьева) (Norwash-Shigali, 10 november 1977) is een Russische mountainbikester. Kalentjeva is geboren en getogen in Norwash-Shigali, een klein plaatje in de Autonome Russische republiek Tsjoevasjië. 

## Levensloop
Toen Kalentjeva veertien jaar oud was, was er op haar school een zoektocht naar wielertalent. Kalentjeva viel op en verhuisde naar Tsjeboksary om daar haar talent verder te ontwikkelen. In 1995 nam ze deel aan het Wereldkampioenschap voor Junior Dames waar ze een vierde plaats behaalde. In 2000 kwam Kalentjeva Thomas Klotzbücher tegen. Klotzbücher vormde een team rond Kalentjeva. Met dit team ging Kalentjeva meer in Europa rijden en trainen in Duitsland. 
In 2003 vestigden ze zich in het Duitsland Aalen. Kalentjeva won haar eerste wereldbekerwedstrijd in 2004 in Schladming. Tijdens de Olympische Spelen van 2004 in Athene had Kalentjeva last van een infectie en kwam ze niet verder dan een teleurstellende dertiende plaats. Bij de volgende Olympische Spelen in 2008 in Peking revancheerde ze zich door een bronzen medaille te winnen. Zowel in 2007 als in 2009 won Kalentjeva het wereldkampioenschap mountainbike op het onderdeel cross country.

## Erelijst
2001
- Europees kampioenschap

2003
- 3e in WB-wedstrijd Sankt-Wendel
- Wereldkampioenschap

2004
- Wereldkampioenschap Marathon
- 13e Olympische Spelen
- 2e in WB-wedstrijd Madrid
- 1e in WB-wedstrijd Schladming

2005
- 3e in WB-wedstrijd Spa Francorchamps
- 3e in WB-wedstrijd Houffalize
- 3e in WB-wedstrijd Fort William
- 4e in WB-eindklassement

2006
- 3e in WB-wedstrijd Madrid
- 2e in WB-wedstrijd Spa Francorchamps
- 3e in WB-wedstrijd Fort William
- Wereldkampioenschap
- 3e in WB-wedstrijd Schladming

2007
- 1e in WB-wedstrijd Offenburg
- 2e in WB-wedstrijd Champéry
- 1e in WB-wedstrijd Mount Saint-Anne
- 1e in WB-wedstrijd St-Félicien
- Europees kampioenschap
- Wereldkampioenschap
- 3e in WB-wedstrijd Maribor

2008
- 2e in WB-wedstrijd Houffalize
- 1e in WB-wedstrijd Offenburg
- Wereldkampioenschap
- Europees kampioenschap
- Olympische Spelen
- 1e in WB-wedstrijd Canberra
- 2e in WB-wedstrijd Schladming

2009
- 2e in WB-wedstrijd Pietermaritzburg
- Europees kampioenschap
- 2e in WB-wedstrijd Mount Saint-Anne
- 2e in WB-wedstrijd Bromont
- Wereldkampioenschap

2010
- 1e in WB-wedstrijd Dalby Forest
- 3e in WB-wedstrijd Val di Sole
- Wereldkampioenschap

2011
- 3e in WB-wedstrijd Pietermaritzburg
- 2e in WB-wedstrijd Mount Saint-Anne
- 3e in WB-wedstrijd Nove Mesto Na Morave

2012
- Russisch kampioene mountainbiken
- 4e Olympische Spelen, Londen